# 姚永政
姚永政（1901年—1985年），男，浙江绍兴人，中国寄生虫学家，曾任武汉医学院教授、寄生虫学教研室主任，第三届全国人大代表。